# Stone/Blossom
Stone/Blossom ist ein Jazzalbum von Ron Miles. Die 2005 entstandenen Aufnahmen erschienen am 16. Oktober 2006 als Doppelalbum auf Sterling Circle Records.

## Hintergrund
Diese Veröffentlichung besteht aus zwei Teilen, die aus zwei verschiedenen Perspektiven aufgenommen wurden. In Stone spielte Miles mit einem eher traditionellen Jazzquartett (Trompete/Schlagzeug/Klavier/Bass), schrieb Mark Corroto, während Blossom zu einem Rocksound mit dem Fokus auf die Rockmusik der 1970er-Jahre und Americana umschwenke.

## Titelliste
- Ron Miles: Stone/Blossom (Sterling Circle Records SCR1220)[2]

Stone
1. Clairvoyant
2. Devil on Mind
3. Letter Grade
4. Unconditional
5. Stone
6. Grown Folks
7. Cupid

Blossom
1. Since Forever
2. Small Town Hero
3. Gethsemane
4. I Woke Up in Love This Morning (L. Russell Brown, Irwin Levine)
5. I'll Be There (Berry Gordy, Hal Davis, Bob West, Willie Hutch)
6. Illuminator
7. If I Don't Get to Heaven
8. Sleepyhead

Wenn nicht anders vermerkt, stammen die Kompositionen von Ron Miles.

## Rezeption
Nach Ansicht von Mark Corroto, der das Album in All About Jazz rezensierte, sei Stone die kontemplativere Platte des Doppelalbums. Diese rein akustische Aufnahme hebe Miles’ samtigen Ton hervor. Temperiert von Eric Gunnisons Piano und der Wärme von Kent McLagans Bass spinne Ron Miles meditative Klänge, so rhapsodisch wie die kontemplative Musik der Cool-Jazz-Aufnahmen von Miles Davis. Die zweite Platte Blossom trete in einen helleren, rockigeren 1970er-Sound ein; dabei sorge Gitarrist Roger Green für den nötigen Punch, und Schlagzeuger Rudy Royston wechsle von seinem akzentuierenden Schlagzeugspiel zu einem treibenden Sound. Und wie Miles Davis, wenn er einen Popsong wie „I’ll Be There“ von den Jackson Five oder „I Woke Up in Love This Morning“ von der Partridge Family gecovert hätte, sei die Musik von Ron Miles mehr als nur eine Spielerei. Diese Musiker würden ihre Jazzhaltung zeigen, indem sie niemals irgendetwas geradlinig spielten.
Ebenfalls in All About Jazz schrieb Matthew Miller, Ron Miles’ lyrische Haltung hätten zuvor Musiker wie Bill Frisell und Wayne Horvitz überzeugt, die Understatement, geflüsterte Dissonanz und ironischen Humor schätzen. All diese Attribute würden sich auf Stone/Blossom wiederfinden, einer Kollektion, auf der sich der Trompeter auf der Grenze zwischen Rock und Jazz, Motown und Countrymusik bewege und diese unterschiedlichen Stile mit seinem unverwechselbaren Sound verbinde. Die Musik auf Stone komme jedoch selten aus einem annähernd einheitlichen balladesken Tempo heraus. Das Spiel sei zwar rundum solide, ebenso der Gruppenzusammenhalt und Sound, aber irgendetwas fehle. Daher könnte dieser Teil leicht als „Hintergrundmusik“ durchgehen, wie sie in Aufzügen und Hotellobbys brumme, wenn da nicht die subtilen melodischen Wendungen, trägen Halbventil-Töne und leuchtenden Trompetendissonanzen wären. Miles’ Melodien seien einfach nicht auf dem gleichen Niveau wie dessen Spiel. Mit Abstand der Höhepunkt der zweiten Platte Blossom sei ein cleveres Cover von „I'll Be There“; das Gitarrenriff sei einfach unwiderstehlich und durchbreche Wolken aus Dissonanzen und verschmierten Trompetentönen, um hinter dem entspannten, lieblichen Instrument des Bandleaders einen stetigen Puls zu halten.